# G
G je osma črka slovenske abecede.

## Pomeni
- v biokemiji je G enočrkovna oznaka za aminokislino glicin.
- v fiziki je G včasih oznaka za splošno gravitacijsko konstanto.
- v fiziki je g oznaka za težni pospešek.
- v glasbi je G ime tona.
- Oznaka g je kratica za gram, enoto za maso.